# Мішелль Герардс
Мішелль Герардс (нід. Michelle Gerards; нар. 8 липня 1984) — колишня нідерландська тенісистка.
Найвищу одиночну позицію світового рейтингу — 207 місце досягла 4 липня 2005, парну — 219 місце — 22 серпня 2005 року.
Здобула 11 одиночних та 9 парних титулів туру ITF.

## Фінали ITF
| турніри $25,000 |
| турніри $10,000 |

### Одиночний розряд: 21 (11–10)
| Результат | Ранг | Дата              | Турнір                     | Покриття | Суперниця              | Рахунок            |
| --------- | ---- | ----------------- | -------------------------- | -------- | ---------------------- | ------------------ |
| Поразка   | 1.   | 18 серпня 2002    | ITF Коксейде, Бельгія      | Ґрунт    | Кірстен Фліпкенс       | 4–6, 6–7(3–7)      |
| Поразка   | 2.   | 1 вересня 2002    | ITF Білефельд, Німеччина   | Ґрунт    | Антонела Война         | 4–6, 7–5, 4–6      |
| Перемога  | 1.   | 6 жовтня 2002     | ITF Чіампіно, Італія       | Ґрунт    | Оана Елена Голімбйоскі | 6–0, 6–4           |
| Перемога  | 2.   | 29 червня 2003    | ITF Алкмар, Нідерланди     | Ґрунт    | Лотті Селен            | 6–4, 6–4           |
| Поразка   | 3.   | 5 вересня 2004    | ITF Местре, Італія         | Ґрунт    | Бахія Мухтассен        | 1–6, 0–6           |
| Поразка   | 4.   | 27 вересня 2004   | ITF Порту, Португалія      | Ґрунт    | Наталі В'єрін          | 6–3, 5–7, 3–6      |
| Перемога  | 3.   | 19 листопада 2006 | ITF Майорка, Іспанія       | Ґрунт    | Ева Фернандес Бругес   | 6–1, 6–3           |
| Перемога  | 4.   | 8 січня 2007      | ITF Алжир, Алжир           | Ґрунт    | Пальма Кіралі          | 7–6(7–4), 6–1      |
| Перемога  | 5.   | 19 січня 2007     | ITF Алжир, Алжир           | Ґрунт    | Марта Марреро          | 5–7, 6–0, 6–3      |
| Поразка   | 5.   | 18 лютого 2007    | ITF Майорка, Іспанія       | Ґрунт    | Еліза Бальзамо         | 1–6, 6–1, 4–6      |
| Поразка   | 6.   | 20 березня 2007   | ITF Каїр, Єгипет           | Ґрунт    | Галина Фокіна          | 2–6, 2–6           |
| Перемога  | 6.   | 23 квітня 2007    | ITF Неаполь, Італія        | Ґрунт    | Стефані Вонгсуті       | 6–2, 6–1           |
| Перемога  | 7.   | 12 квітня 2008    | ITF Анталія, Туреччина     | Ґрунт    | Валентіна Сульпіціо    | 7–5, 4–6, 6–4      |
| Перемога  | 8.   | 19 квітня 2008    | ITF Анталія, Туреччина     | Ґрунт    | Елиця Костова          | 6–2, 2–6, 7–6(7–3) |
| Поразка   | 7.   | 9 травня 2008     | ITF Анталія, Туреччина     | Ґрунт    | Ксенія Мілевська       | 2–6, 2–6           |
| Поразка   | 8.   | 15 червня 2008    | ITF Ленцергайде, Швейцарія | Ґрунт    | Клаудія Бочова         | 3–6, 1–6           |
| Поразка   | 9.   | 20 липня 2008     | ITF Дармштадт, Німеччина   | Ґрунт    | Єлена Докич            | 0–6, 0–6           |
| Перемога  | 9.   | 18 жовтня 2008    | ITF Севілья, Іспанія       | Ґрунт    | Джулія Гатто-Монтіконе | 6–3, 6–2           |
| Перемога  | 10.  | 9 листопада 2008  | ITF Майорка, Іспанія       | Ґрунт    | Катерина Херт          | 7–6(7–3), 6–4      |
| Перемога  | 11.  | 20 червня 2009    | ITF Ленцергайде, Швейцарія | Ґрунт    | Амра Садікович         | 6–2, 7–5           |
| Поразка   | 10.  | 26 липня 2009     | ITF Горб, Німеччина        | Ґрунт    | Луціє Кріґсманнова     | 4–6, 4–6           |

### Парний розряд: 18 (9–9)
| Результат | Ранг | Дата             | Турнір                       | Покриття   | Партнерка         | Суперниці                              | Рахунок            |
| --------- | ---- | ---------------- | ---------------------------- | ---------- | ----------------- | -------------------------------------- | ------------------ |
| Поразка   | 1.   | 1 листопада 1999 | ITF Яффа, Ізраїль            | Тверде     | Крісті Богерт     | Ципора Обзилер Гіла Розен              | 4–6, 6–1, 4–6      |
| Перемога  | 1.   | 24 серпня 2003   | ITF Енсхеде, Нідерланди      | Ґрунт      | Йоланда Менс      | Кіка Гоґендорн Лаура-Рамона Хусару     | 6–3, 7–6(7–5)      |
| Поразка   | 2.   | 29 березня 2004  | ITF Наполі, Італія           | Ґрунт      | Марієль Гоґланд   | Елке Клейстерс Менді Мінелла           | 1–6, 0–6           |
| Поразка   | 3.   | 11 квітня 2004   | ITF Торре-дель-Греко, Італія | Ґрунт      | Марієль Гоґланд   | Йоланда Менс Шанелль Схеперс           | 3–6, 0–6           |
| Перемога  | 2.   | 24 січня 2005    | ITF Бельфор, Франція         | Тверде (i) | Анаушка ван Ексел | Даніела Клеменшиц Сандра Клеменшиц     | 6–1, 4–2 ret.      |
| Перемога  | 3.   | 14 лютого 2005   | ITF Бромма, Швеція           | Тверде (i) | Анаушка ван Ексел | Рьоко Фуда Фудзівара Ріка              | w/o                |
| Перемога  | 4.   | 8 січня 2007     | ITF Алжир, Алжир             | Ґрунт      | Таліта де Ґрот    | Ассія Хало Самія Меджахді              | 1–6, 6–3, 6–2      |
| Поразка   | 4.   | 17 березня 2007  | ITF Каїр, Єгипет             | Ґрунт      | Мелісса Беррі     | Крістіна Кучова Зузана Кучова          | 7–6(7–3), 4–6, 3–6 |
| Поразка   | 5.   | 11 серпня 2007   | ITF Гдиня, Польща            | Ґрунт      | Моніка Краузе     | Кароліна Косіньська Вероніка Хвойкова  | 1–6, 5–7           |
| Поразка   | 6.   | 12 квітня 2008   | ITF Анталія, Туреччина       | Ґрунт      | Марселла Кук      | Еліза Бальсамо Валентіна Сульпіціо     | 2–6, 2–6           |
| Перемога  | 5.   | 19 квітня 2008   | ITF Анталія, Туреччина       | Ґрунт      | Марселла Кук      | Еліза Бальсамо Валентіна Сульпіціо     | 6–3, 6–4           |
| Перемога  | 6.   | 14 червня 2008   | ITF Ленцергайде, Швейцарія   | Ґрунт      | Марлот Медденс    | Аліче Балдуччі Ліза Сабіно             | 6–0, 6–3           |
| Поразка   | 7.   | 20 липня 2008    | ITF Дармштадт, Німеччина     | Ґрунт      | Марселла Кук      | Емма Лайне Гейді Ель Табах             | 3–6, 4–6           |
| Поразка   | 8.   | 5 жовтня 2008    | ITF Порту, Португалія        | Ґрунт      | Марина Мельникова | Яна Яндова Катержина Ванькова          | 3–6, 6–4, [6–10]   |
| Перемога  | 7.   | 17 жовтня 2008   | ITF Севілья, Іспанія         | Ґрунт      | Клер Лабланс      | Джулія Гатто-Монтіконе Федеріка Кверча | 6–2, 6–3           |
| Поразка   | 9.   | 8 листопада 2008 | ITF Майорка, Іспанія         | Ґрунт      | Марина Мельникова | Бенедетта Давато Джулія Гаспаррі       | 2–6, 4–6           |
| Перемога  | 8.   | 19 червня 2009   | ITF Ленцергайде, Швейцарія   | Ґрунт      | Марселла Кук      | Ксенія Кнолль Амра Садікович           | 6–3, 6–3           |
| Перемога  | 9.   | 26 липня 2009    | ITF Горб, Німеччина          | Ґрунт      | Марселла Кук      | Аня Прислан Амра Садікович             | 7–6(8–6), 6–1      |